# Corinne Bodmer
Pour les articles homonymes, voir Bodmer.
Corinne Bodmer, née le 23 septembre 1970 à Lausanne, est une skieuse acrobatique suisse.
Elle a été vice-championne du monde en 2001 en bosses parallèles.

## Palmarès
- Jeux olympiques d'hiver
  - Jeux olympiques de 1998 à Nagano (Japon)
    - 20e en bosses.

  - Jeux olympiques de 2002 à Salt Lake City (États-Unis)
    - 26e en bosses.

- Championnats du monde de ski acrobatique
  - Championnats du monde de ski acrobatique de 1999 à Hasliberg (Suisse) :
    -  Médaille de bronze en bosses.

  - Championnats du monde de ski acrobatique de 2001 à Whistler (Canada) :
    -  Médaille d'argent en bosses parallèles.

- Coupe du monde de ski acrobatique
  - Meilleur classement général : 13e en 1999
  - Meilleur classement en bosses : 7e en 1999.
  - Meilleur classement en bosses en parallèle : 6e en 1996.
  - Meilleur classement en ski cross : 19e en 2003.
  - 1 podium dans les épreuves de coupe du monde, le 9 janvier 1999 à Mont-Tremblant (2e en bosses).